# Sunčev toranj PS10
Sunčev toranj PS10 (španj. Planta Solar 10), je prvi europski tržišni sunčev toranj iz kojeg se proizvodi električna energija za tržište. Ima instaliranu snagu od 11 MW i sastoji se od 625 pomičnih ogledala ili heliostata, koji prate kretanje Sunca i nalaze se na 55 hektara. Heliostati sa stražnje strane imaju motore koji su programirani prema sunčevom kalendaru i pomalo ih okreću, poput suncokreta, da bi uvijek reflektirali Sunčevu svjetlost u jednu točku. Gradnja je počela 2004. i trebalo je oko 1 godine da se sagradi, a koštala je oko 35 milijuna eura. Sunčeva elektrana se nalazi blizu mjesta Sanlúcar la Mayor, u blizini Seville u Andaluziji (Španjolska).
Svako ogledalo ima površinu od 120 m2, koje odbija Sunčeve zrake na 115 metara visoki toranj (40 katova), u kojem se [[Sunčeva energija]] uskladištuje da bi pogonila parnu turbinu, a zatim i električni generator. U tornju se stvara pregrijana para pod tlakom od 50 bara i temperature 285 °C. Tako uskladistena energija je dovoljna za 1 sat rada. U slučaju kad je vjetar brži od 36 km/h, tada se elektrana gasi, a heliostati stavljaju u vodoravni položaj, da ih vjetar ne bi srušio. To se dogodilo jednom 2004. i još jednom 2008.

## Ostale sunčeve elektrane u blizini
U području mjesta Sanlúcar la Mayor gradi se više sunčevih toplinskih elektrana, koje bi sve skupa 2013. trebale davati više od 300 MW električne energije. Solarni toranj PS20 je završen 2009. i ima instaliranu snagu od 20 MW. Sastoji se od 1 255 ogledala ili heliostata, od kojih svako ogledalo ima površinu od 120 m2, i obasjavaju 165 m visoki toranj. 
Sunčeva termoelektrana Solnova, koja je u blizini sunčevih tornjeva, ima za sada tri sunčeva polja, Solnova 50-1, Solnova 50-2 i Solnova 50-3, koja imaju ugradene parabolične kolektore, te svako polje ima ugradenu snagu od 50 MW. 
Planira se još izgraditi dva sunčeva polja Solnova 50-4 i Solnova 50-5, svako sa snagom od 50 MW i sunčev toranj AZ20, koji bi bio vrlo sličan solarnom tornju PS20, s instaliranom snagom od 20 MW.